# Kinéis

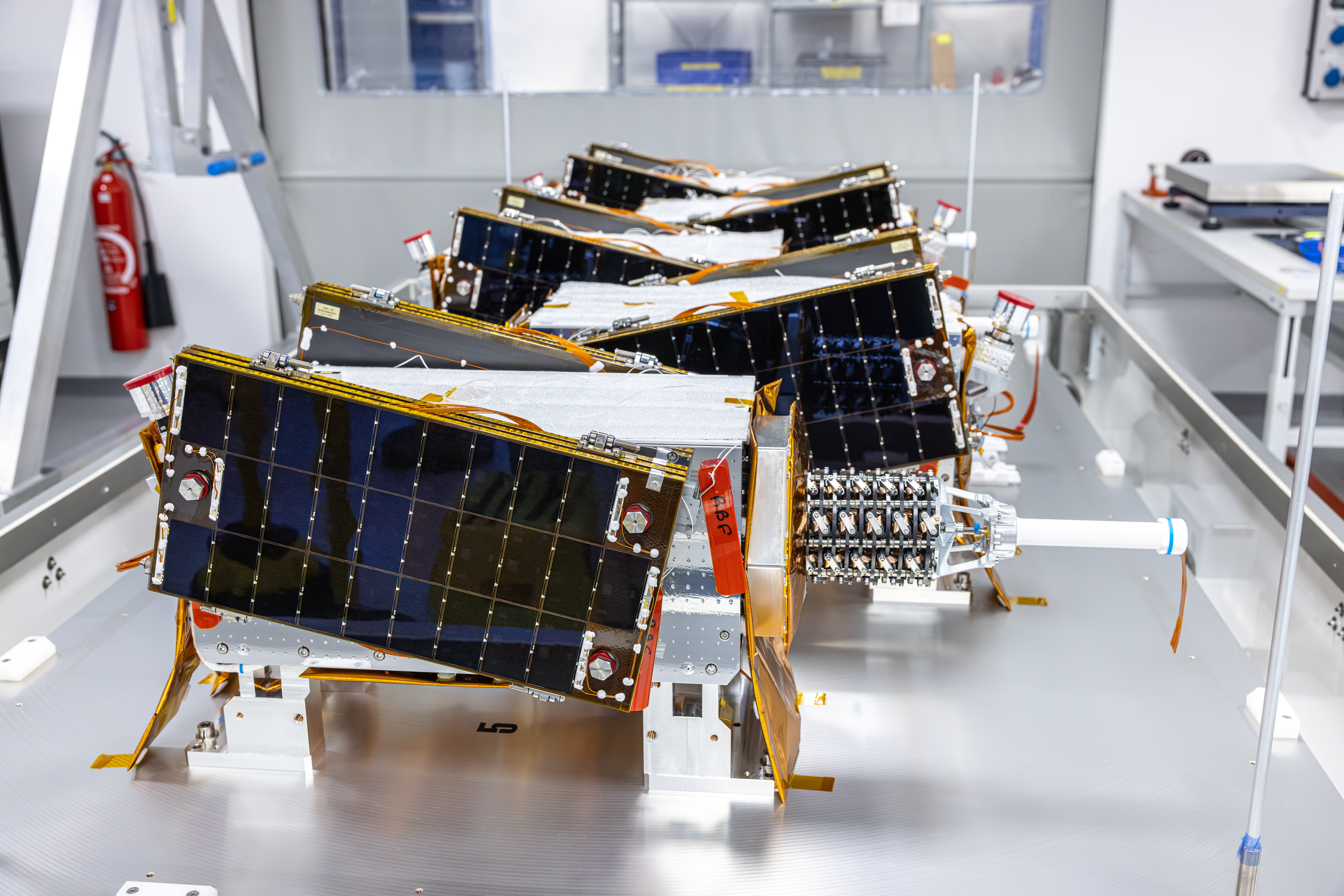
Batch de 5 Satellites Kinéis

Kinéis est une constellation française de nano-satellites destinés à fournir des services d'Internet des objets (IoT) par satellite. Le projet Kinéis est la continuation du système Argos existant depuis les années 1980.

## Présentation du projet
Le projet Kinéis prévoit le lancement de 25 nano-satellites pour offrir une connectivité dédiée à l'Internet des objets (IdO ou IoT). Ces satellites sont lancés sur des orbites polaires héliosynchrones (dites SSO, Sun Synchronous Orbit) à une altitude de 650 km. Cette configuration permet de garantir une revisite meilleure que 15 minutes partout sur le globe. Kinéis base sa technologie sur le système Argos qui offre des services de localisation et collecte de données bas débit depuis 1987 en bande UHF. Quant à son offre de connectivité, elle est fondée sur le constat que les réseaux IoT ne peuvent couvrir toute la planète. Ainsi Kinéis se positionne par rapport aux autres systèmes spatiaux (Iridium, Inmarsat, Globalstar) comme les réseaux LPWAN (Sigfox ou LoRa) se positionnent vis-à-vis des réseaux terrestres cellulaires ou câblés : une proposition d'entrée de gamme à un niveau de coût inférieur. Kinéis n'est pas le seul sur ce créneau, plusieurs start-up du NewSpace ayant le même positionnement.
Une charge utile secondaire sur une dizaine de satellites permettra de capter le signal d'identification AIS des bateaux en bande VHF.

## Avancement
Le projet Kinéis est annoncé officiellement en septembre 2018, la société ayant été créée à Toulouse au cours de l'été 2018. Elle est lancée par la société Collecte Localisation Satellites (CLS) avec l'appui du CNES, l'agence spatiale française. La conception et construction de la constellation doit débuter en 2019 et s'ensuivront les lancements. Après une phase de mise à poste de quelques mois, le système sera officiellement opérationnel. En 2030, Kinéis devrait compter plusieurs millions d'abonnés pour un chiffre d'affaires de l'ordre de 100 millions d'euros. Le financement du système est assuré par un tour de table qui ouvrira le capital de la société à des investisseurs aussi bien publics que privés. Le consortium industriel qui développe le système est mené par la société Thales Alenia Space qui travaille en coopération avec les sociétés Hemeria (ex-NEXEYA), Syrlinks et Comat, qui sont des PME. Le projet est également soutenu par le CNES. À ce titre, le projet fait figure d'hybride entre le NewSpace et le « Old Space ».
Le service commercial de Kinéis ouvrira le 1er juin 2025, en mars 2025, tous les satellites sont en orbite.

## Caractéristiques techniques
Le concept d'IoT spatial repose sur trois fondamentaux : des objets de très petite taille, une consommation très faible, un délai raisonnable et un coût abordable. Les caractéristiques techniques sont permises par les fréquences choisies (bande UHF, fréquence dédiée au niveau global et peu polluée) ainsi que par les orbites retenues. En effet, à environ 650km d'altitude, le bilan de liaison entre l'objet et le satellite reste positif, en comparaison des satellites géostationnaires qui sont à poste à plus de 36 000 km. Par ailleurs, les progrès réalisés en termes de composants radio et de modulation permettent de sécuriser les transmissions et garantir des niveaux de service élevés. Ainsi les modulations utilisées seront en spectre étalé, inspirées des nouvelles formes d'onde développées par l'ESA pour les applications spatiales M2M/IoT. Par ailleurs, si l'IoT ne nécessite pas fondamentalement de temps réel, les délais de transmission doivent être réduits au minimum. Ce délai est la somme de la revisite du satellite et du temps de traitement au sol. Le délai de revisite est réduit en augmentant le nombre de satellites : ainsi une vingtaine de satellites à 650 km permettent d'offrir une revisite meilleure que 15 minutes partout dans le monde, les délais les plus longs étant à l'équateur et les plus courts aux pôles (principe de l'orbite polaire). Une fois la donnée de l'objet reçue par le satellite, il faut la retransmettre au sol et la router vers les utilisateurs : c'est le rôle du réseau de stations au sol qui reçoivent les données de tous les satellites lors des différents passages.

## Caractéristiques des satellites
Les satellites sont des nano-satellites de taille intermédiaire, dans la catégorie des 16 U (16 Unit CubeSat). Ils auront une masse d'environ 25 kg pour une taille de 0,2 x 0,2 x 0,4 mètre. Ces satellites sont basés sur un compromis entre la taille, le prix et les performances.
|                         | Caractéristique                                | Commentaire                                                                              |
| ----------------------- | ---------------------------------------------- | ---------------------------------------------------------------------------------------- |
| Taille                  | Similaire à 16 U                               | Compromis entre les petits nano-satellites (3 U, 6 U) et les micro-satellites            |
| Puissance               | 15 W continu (50 W pic)                        | La puissance disponible permet de garder la charge utile en fonctionnement en permanence |
| Propulsion              | Électrique                                     | Permet de faciliter la mise à poste et de contrôler la constellation                     |
| Stabilisation           | 3 axes                                         | viseur d'étoiles                                                                         |
| Système antennaire      | UHF déployable, VHF déployable, patch bande S  |                                                                                          |
| Panneaux solaires       | 2 panneaux déployables                         |                                                                                          |
| Lanceurs                | Compatible avec tous les lanceurs orbite basse |                                                                                          |
| Durée de vie            | 8 ans                                          |                                                                                          |
| Charge utile secondaire | Capacité d'emport complémentaire de 1,5 U      |                                                                                          |

## Caractéristiques des objets
La plupart des objets utilisés par la constellation Kinéis seront connectés à des capteurs ou des machines pour fournir des services de type M2M ou IoT. Ils comporteront une électronique miniaturisée de quelques grammes, une batterie destinée à assurer l'autonomie et une antenne. Typiquement, leur taille sera de l'ordre de celle d'un paquet de cigarettes et leur durée de vie de plusieurs mois à plusieurs années suivant les usages.
Une autre catégorie d'objet sera destinée à des usages personnels et seront dotés d'une interface homme-machine. Il pourra s'agir de terminaux de suivi de personnes pour les sports extrêmes (trekking, voile, expéditions), de systèmes de protection des travailleurs isolés (casques ou vestes connectées) ou de boîtiers d'aide à la petite pêche avec des fonctions d'alerte météo. Dans la plupart des usages, ces boîtiers comporteront un bouton SOS pour transmettre un signal de détresse.

## Cas d'usage et applications
Les cas d'usage prévus relèvent en général de l'IoT industriel avec des terminaux de petite taille et qui présentent une consommation réduite. Les technologies satellitaires étant par nature plus coûteuses que les technologies terrestres, Kinéis ne concurrencera pas directement les réseaux terrestres (cellulaires ou LPWAN) mais vise à compléter les réseaux existants dans des zones non couvertes. Ainsi les applications type seront les suivantes :
- suivi de migration d'animaux ou de troupeaux d'élevage extensif[5],
- suivi de conteneurs intermodaux et autres transports internationaux,
- suivi de bateaux côtiers dans le cadre de la pêche artisanale ou de la plaisance,
- « Smart farming » avec par exemple le contrôle de l'humidité des sols ou des intrants.

## Historique des lancements
Les satellites sont tous lancés par groupes de cinq par la fusée Electron.
| Désignation               | Date de lancement | Lanceur  | Identifiant COSPAR | Commentaire | Statut |
| ------------------------- | ----------------- | -------- | ------------------ | ----------- | ------ |
| Kinéis 1, 2, 3, 4, 5      | 20 juin 2024      | Electron |                    |             | Succès |
| Kinéis 6, 7, 8, 9, 10     | 20 septembre 2024 | Electron |                    |             | Succès |
| Kinéis 11, 12, 13, 14, 15 | 25 novembre 2024  | Electron |                    |             | Succès |
| Kinéis 16, 17, 18, 19, 20 | 8 février 2025    | Electron |                    |             | Succès |
| Kinéis 21, 22, 23, 24, 25 | 18 mars 2025      | Electron |                    |             | Succès |